# 譚艾珍
譚艾珍（1953年2月22日—）台灣女藝人，資深演員。

## 生平
曾在多部偶像劇中飾演慈愛的奶奶而為人所熟悉，亦有「國民奶奶」之稱。其女兒歐陽靖為作家、藝人。長期茹素，推動素食十餘年，目前固定主持大愛電視烹飪節目《現代心素派》。曾飼養上百隻流浪狗，並積極推行動物保育觀念。
2013年以公視人生劇展《阿弟仔，知道不知道》入圍第48屆金鐘獎迷你劇集／電視電影女配角獎。
2020年跟隨歐陽靖移居臺南市安平區。

## 演出作品

### 電影
| 年份   | 片名                 | 飾演   |
| 1976年 | 《愛情 文憑 牛仔褲》 |        |
| 1977年 | 《煙水寒》           |        |
| 1977年 | 《愛有明天》         |        |
| 1977年 | 《愛的賊船》         |        |
| 1977年 | 《微笑》             |        |
| 1978年 | 《男孩女孩的戰爭》   |        |
| 1978年 | 《處處聞啼鳥》       |        |
| 1978年 | 《舊夢不須記》       |        |
| 1978年 | 《憨頭 呆佬 笨徒弟》 |        |
| 1978年 | 《月朦朧鳥朦朧》     |        |
| 1979年 | 《奇拳 怪腿 掃把星》 |        |
| 1979年 | 《草愛忘》           |        |
| 1979年 | 《我歌我泣》         |        |
| 1980年 | 《大人物》           |        |
| 1980年 | 《飞跃的彩虹》       |        |
| 1980年 | 《石榴裙下只有我》   |        |
| 1981年 | 《窗口的月亮不准看》 |        |
| 1981年 | 《老虎部队宝贝兵》   |        |
| 1982年 | 《中國女警》         |        |
| 1984年 | 《男人真命苦》       |        |
| 1985年 | 《超齡處男》         |        |
| 1986年 | 《頑皮家族》         |        |
| 1986年 | 《傻兵立大功》       |        |
| 1986年 | 《好小子》           | 奶奶   |
| 1986年 | 《好小子II》         | 奶奶   |
| 1986年 | 《5711438》          |        |
| 1987年 | 《大頭兵出擊》       | 排長   |
| 1988年 | 《丑探七個半》       |        |
| 1988年 | 《記得當時年紀小》   | 譚罔腰 |
| 1996年 | 《重慶愛情感覺》     |        |
| 2007年 | 《爱丽丝的镜子》     |        |
| 2012年 | 《昨日的記憶》       | 阿霞   |
| 2017年 | 《請愛我的女朋友》   | 羅奶奶 |
| 2022年 | 《少年吔》           |        |
| 2024年 | 《小子》             | 辣婆婆 |

### 電視劇
| 年份   | 頻道             | 劇名                                  | 飾演           |
| 1980年 | 華視             | 《江南春》                            | 唐興           |
| 1982年 | 華視             | 《煙雨江南》                          | 來順           |
| 1983年 | 華視             | 《江南遊龍》遊龍戲鳳                  | 李月娥         |
| 1983年 | 華視             | 《江南遊龍》妙賊                      | 巧姐           |
| 1983年 | 華視             | 《江南遊龍》無情蕭                    | 傻姐           |
| 1984年 | 華視             | 《婆婆媽媽》                          | 媽媽           |
| 1987年 | 華視             | 《喜從天降》                          |                |
| 1991年 | 華視             | 《家有仙妻》                          | 何玉鳳         |
| 1992年 | 華視             | 《神仙老爸》                          | 健忘婆婆       |
| 1993年 | 華視             | 《包青天》─報恩亭                     | 老鴇鄭氏       |
| 1994年 | 華視             | 《劉伯溫傳奇》—肫母栽花（上、下）     | 獅母（余蟬）   |
| 1994年 | 華視             | 《劉伯溫傳奇》—淚嬋娟                 | 賈母           |
| 1995年 | 華視             | 《驚世新娘》                          | 甘蜜甜         |
| 1995年 | 華視             | 《劉伯溫傳奇》—魂歸離恨天（上、下）   | 何太君         |
| 1995年 | 華視             | 《劉伯溫傳奇》—飛花逐夢（上、中、下） | 雷鳳鳴         |
| 1996年 | 華視             | 《劉伯溫傳奇》—大枚認親（上、下）     | 玉娘           |
| 1996年 | 華視             | 《劉伯溫傳奇》—大四喜                 | 飛燕           |
| 1997年 | 華視             | 《施公奇案》— 虎姑婆                  |                |
| 2003年 | 台視             | 《美夢成真》                          | 王奶奶         |
| 2004年 | 八大綜合台       | 《斗鱼》                              | 林玉女         |
| 2006年 | 台視、三立       | 《愛情魔髮師》                        | 麗蓮奶奶       |
| 2007年 | 台視、三立       | 《鬥牛，要不要》                      | 沈雪           |
| 2008年 | 台視、三立       | 《命中注定我愛你》                    | 紀汪珍珠       |
| 2009年 | 台視、三立       | 《福氣又安康》                        | 黄春香         |
| 2010年 | 台視、三立       | 《偷心大聖PS男》                      | 法官 （客串）  |
| 2010年 | 台視、三立       | 《鍾無艷》                            | 齊奶奶（孟珂） |
| 2011年 | 台視             | 《姊妹》                              | 嚴淑卿         |
| 2011年 | 三立、東森       | 《真愛找麻煩》                        | 柯黃瑞英       |
| 2012年 | 三立、東森       | 《剩女保鏢》                          | 石錦琇         |
| 2012年 | 壹電視           | 《小站》                              | 林鳳霞         |
| 2013年 | 台視、三立       | 《真愛黑白配》                        | 陳美麗         |
| 2013年 | 公視             | 《公視人生劇展－阿弟仔，知道不知道》  | 林妍艾         |
| 2014年 | 三立、東森       | 《女人30情定水舞間》                  | 巫素梅         |
| 2014年 | 公視             | 《公視學生劇展－海倫她媽》            | 高慧霞         |
| 2014年 | 台視、三立       | 《再說一次我願意》                    | 高楊彩         |
| 2015年 | 央视八套         | 《轉身說愛你》(2012年拍攝)            | 王春額         |
| 2015年 | 三立、東森       | 《戀愛鄰距離》                        | 陳采靈         |
| 2016年 | 三立、東森       | 《飛魚高校生》                        | 高顏明珠       |
| 2017年 | 中視             | 《櫻桃小丸子》                        | 奶奶(櫻小竹)   |
| 2018年 | 三立都會台、台視 | 《高校英雄傳》                        | 孫念慈         |
| 2019年 | 公視、HBO Asia   | 《我們與惡的距離》                    | 金秋櫻         |
| 2020年 | 三立都會台       | 《天巡者》                            | 蔡愛嬌         |

### 舞台劇
| 1998年 | 表演工作坊 | 《絕不付帳》     | 譚艾珍、劉亮佐、范瑞君、那維勳、唐從聖                                 |
| 2007年 | 屏風表演班 | 《京戏启示录》   | 李国修、朱陆豪、杨丽音、樊光耀、谭艾珍、黄宇琳、朱德刚、刘珊珊、孙国豪 |
| 2009年 | 果陀劇場   | 《回家》         | 譚艾珍、施易男、徐華謙、顏嘉樂                                         |
| 2016年 | 綠光劇團   | 《當妳轉身之後》 | 王琄、柯一正、譚艾珍、羅北安、曾少宗、張靜之                           |
| 2018年 | 故事工廠   | 《一夜新娘》     | 譚艾珍、陳以恩、高玉珊、郭耀仁、吳定謙、邱逸峰、風田                   |

### 音樂錄影帶
- 2017年 羅大佑《同學會》

### 微電影
- 2013年 《新北市政府愛護動物生命教育》奶奶

## 主持作品
| 年份           | 頻道     | 節目           |
| 1997年至1998年 | 大愛電視 | 《非常媽媽》   |
| 1998年至2000年 | 大愛電視 | 《心靈園丁》   |
| 2000年至2001年 | 大愛電視 | 《大愛親子堡》 |
| 2001年2019年   | 大愛電視 | 《現代心素派》 |
| 2019年至2021年 | 大愛電視 | 《大愛會客室》 |

## 廣告
- 1989年花王魔術靈清潔劑
- 1991年、1993年花王魔術靈清潔劑（與女兒歐陽靖共同演出）
- 1991年大裕藥業友露安感冒糖漿（與陸一龍共同演出）
- 1994年大裕藥業友露安感冒糖漿

## 獎項

### 第48屆金鐘獎
| 年份   | 獲提名                 | 獎項                       | 結果 |
| ------ | ---------------------- | -------------------------- | ---- |
| 2013年 | 《阿弟仔，知道不知道》 | 迷你劇集／電視電影女配角獎 | 提名 |

### 華劇大賞
| 年份   | 獲提名               | 獎項                    | 結果 |
| ------ | -------------------- | ----------------------- | ---- |
| 2012年 | 《剩女保鏢》         | 第1屆華劇大賞最佳婆媽獎 | 獲獎 |
| 2014年 | 《女人30情定水舞間》 | 第3屆華劇大賞最佳婆媽獎 | 提名 |

## 資料來源
1. ↑  
開房間為明道、譚艾珍慶生　兩人互相獻吻　曾之喬害羞：「要親，私底下再親！」 （页面存档备份，存于），TTV情報（2008年6月29日引用）
2. ↑  
. 405期.  臺灣: 壹週刊. 2009-02-26 （中文（臺灣））. 譚艾珍的先夫歐陽傑與「白狼」張安樂曾是竹聯幫的兩大掌法
3. ↑  譚艾珍當外婆為女遷居　帶2貓落腳台南

## 外部連結
- 譚艾珍的Facebook專頁
- 譚艾珍在互联网电影资料库（IMDb）上的資料（英文）
- 譚艾珍在香港影庫上的簡介
- 譚艾珍在豆瓣上的资料（简体中文）
- 譚艾珍在时光网上的簡介（简体中文）